# Isla de Cañas (Argentina)
Isla de Cañas es un municipio  del departamento Iruya, provincia de Salta (Argentina). Está ubicado a 610 m s. n. m., sobre los faldeos orientales de la Sierra de Santa Victoria, a 307 km de la capital salteña.

## Población
Contaba con 1,150 habitantes (Indec, 2001), lo que representa un incremento del 58,2 % frente a los 727 habitantes (Indec, 1991) del censo anterior.

## Acceso
Al municipio de Isla de Cañas se accede desde Orán. Se parte desde dicha ciudad, en dirección al norte, por la Ruta Nacional 50, y tras recorrer unos 5 kilómetros se empalma con la Ruta Provincial n.º 18, en dirección al oeste, que lleva a la localidad.
No hay servicio de ómnibus. En el mercado de abasto de Orán funcionan remises particulares que cubren el trayecto Orán-Isla de Cañas tres veces por semana (lunes, miércoles, viernes) antes de las 17.00.
Desde Isla de Cañas se puede viajar a Iruya (o viceversa) solamente en el invierno, desde junio hasta mediados de noviembre, y sólo en tractor o en camionetas 4×4. El paisaje es deslumbrante.

## Servicios
La localidad cuenta con luz eléctrica, Internet, televisión vía satélite y, desde diciembre de 2012, telefonía móvil. Hay un solo teléfono fijo en el pueblo, semipúblico, pero su funcionamiento no es del todo óptimo pues queda fuera de servicio por períodos prolongados. Isla de Cañas tiene también una iglesia, un centro de salud, una farmacia y una pista de aterrizaje, que se usa esporádicamente para vuelos sanitarios.
En cuanto a educación, hay una escuela primaria, un secundario, y desde agosto de 2012 funciona un profesorado intercultural bilingüe.

## Fiesta Patronal
- 25 de julio: Santiago Apóstol y la Virgen de Fátima

## Atractivos
A diferencia del municipio de Iruya, cuyo clima es frío de montaña, el clima en Isla de Cañas es tropical, con una precipitación anual muy superior. Su altura es de aproximadamente 600 m s. n. m. y cubre 1202 km².
El curso de agua más importante es el río Iruya, que cruza el municipio de oeste a este.

### Flora
Muy importante, cuenta con especies como cebil, cebil colorado, cedro, aliso, pino del cerro, nogal, peteribí, tipa blanca y colorada, cedro kolla, pacará, lapacho rosado, roble y mora.
La localidad cuenta con un camping con servicios básicos para el visitante.

## Defensa Civil

### Sismicidad
La sismicidad del área de Salta es frecuente y de intensidad baja, y un silencio sísmico de terremotos medios a graves cada 40 años.
- Sismo de 1930: aunque dicha actividad geológica catastrófica, ocurre desde épocas prehistóricas, el terremoto del 24 de diciembre de 1930 (94 años),[3] señaló un hito importante dentro de la historia de eventos sísmicos salteños, con 6,4 Richter. Pero nada cambió extremando cuidados y/o restringiendo códigos de construcción.[2]
- Sismo de 1948: el 25 de agosto de 1948 (76 años) con 7,0 Richter, el cual destruyó edificaciones y abrió numerosas grietas en inmensas zonas[3][2]
- Sismo de 2010: el 27 de febrero de 2010 (15 años) con 6,1 Richter

## Parroquias de la Iglesia católica en Isla de Cañas
| Diócesis  | Nueva Orán       |
| --------- | ---------------- |
| Parroquia | Santiago Apóstol |